# Verzolet
Le Verzolet est une rivière du Sud de la France, dans le département de l'Aveyron, et un sous-affluent de la Garonne par la Sorgues, le Dourdou de Camarès et le Tarn.

## Géographie
De 10,3 km de longueur, il prend sa source dans le Massif central sur le plateau de Taulan dans le département de l'Aveyron commune de Roquefort-sur-Soulzon sous le nom de Ruisseau de Massergues puis prend le nom de Ruisseau de Versols à Saint-Jean-et-Saint-Paul et prend son nom Verzolet de la confluence du Ruisseau de Rauffenc jusqu'à Versols ou il se jette dans la Sorgues.

## Départements et villes traversées
- Aveyron : Roquefort-sur-Soulzon, Saint-Jean-et-Saint-Paul, Versols-et-Lapeyre.

## Principaux affluents
- Ruisseau de Raouffenc : 2,2 km
- Ruisseau de Rauffenc : 2 km